# Намюр, Парфэ
Парфэ Намю́р (фр. Parfait Namur; 22 февраля 1815, Тюэн — 1890, Льеж) — бельгийский юрист, учёный-правовед, преподаватель и научный писатель.

## Биография
В 1835 году поступил в Брюссельский университет, где изучал философию и право и уже в 1838 году получил докторскую степень. Затем получил стипендию и отправился для продолжения образования в области юриспруденции в Париж и Гейдельберг. Вернувшись на родину, в 1842 году получил степень агреже и приступил к преподаванию. 22 октября 1849 года стал экстраординарным профессором гражданского права Льежского университета, 4 октября 1850 года перешёл в университет Гента на должность ординарного профессора истории права и римского права, вскоре начав читать там же коммерческое право, а с 1855 года — также гражданское право, судоустройство и принципы судебной власти.
Как учёный и педагог занимался большинством отраслей права. Наиболее известные его труды: «Cours d’institutions et d’histoire de droit romain» (1863—1864) и «Cours de droit commercial belge» (1865—1866). Был награждён орденом Леопольда: 15 декабря 1858 года стал его кавалером, в 1874 году — офицером.